# 비셜 크리슈나
비셜 크리슈나(Vishal Krishna, 1977년 8월 29일 ~ )은 인도의 배우이다.